# Brylle (plaats)
Brylle is een plaats in de Deense regio Zuid-Denemarken, gemeente Assens. De plaats telt 1243 inwoners (2020).